# Arisaka Typ 99
Das Arisaka Typ 99 (jap. 九九式小銃, kyū-kyū-shiki shōjū, dt. „Typ-99-Gewehr“) war neben dem Arisaka Typ 38 ein Ordonnanzgewehr (Standardwaffe) der Kaiserlich Japanischen Streitkräfte im Zweiten Weltkrieg.
Arisaka bezeichnet hier nicht den Namen des Herstellers, sondern lehnt sich an den Namen des Vorgängergewehrs an, das von Arisaka Nariakira entwickelt wurde.

## Geschichte
Sämtliche japanischen Mehrladegewehre nach dem Murata Typ 22 verschossen die 1905 eingeführte Patrone 6,5 × 50 mm Arisaka (auch 6,5 mm M38; 6,5 × 50 mm HR). Bereits bei den ab dem 18. September 1931 in der Mandschurei stattfindenden Kämpfen stellte man fest, dass diese Munition nicht nur unzureichende ballistische Werte, sondern auch eine ungenügende Durchschlagskraft hatte. Im Chinesisch-Japanischen Krieg 1937 kamen diese Mängel so eklatant zum Vorschein, dass unverzüglich ein Entwicklungsprogramm für eine neue Gewehrmunition begonnen wurde. Es wurden Gewehre des Typs 38 für Patronen 7,7 × 58 mm HR (M92) umgearbeitet, eine 1932 eingeführte Maschinengewehrmunition. Diese war jedoch zu stark und führte zu Waffenstörungen.
Daraufhin wurde in der Zeit bis Mai 1939 (Kōki 2599) sowohl das Arisaka Typ 99 als auch die zugehörige Munition 7,7 × 58 mm Arisaka entwickelt und anschließend unverzüglich eingeführt.
Das Gewehr wurde in neun verschiedenen Fabriken hergestellt, sieben davon in Japan, eine in Mukden in China und eine in Jinsen in Korea.
Ursprünglich war geplant, alle Waffen des Typs 38 durch Waffen des Typs 99 zu ersetzen, dies wurde bis zum Ende des Krieges nicht erreicht. Waffen des Typs 38 blieben sogar nach 1945 noch im Bestand der Streitkräfte.

## Technik
Genau wie der Typ 38 war der Typ 99 ein auf dem Mauser Modell 98 basierendes Gewehr mit Zylinderverschluss und 5-Schuss-Magazin. Dabei wurde Munition mit Ladestreifen in das fest installierte Magazin eingeführt.
Die Waffe ist kürzer und leichter als der Typ 38, die mausertypische Schlosssicherung wurde verbessert und Kammer, Verschlusskopf und Lauf wurden verändert. Der Lauf wird von Ober- und Unterschaft bis zum Oberring vollständig umschlossen. Der Lauf war vollständig innen verchromt. Bis dahin war dies bei der Massenproduktion von Infanteriegewehren weltweit noch nicht praktiziert worden.
Für alle Waffen war eine klappbare, einbeinige Stütze aus Profildraht vorgesehen, die jedoch oft nicht angebracht wurde.
Zur Tieffliegerabwehr besaß das Gewehr eine aus zwei am Visierrahmen befestigten Schenkeln bestehende und um 90° zur Seite ausklappbare Visierung. Die innere Markierung diente zum Ansprechen vorbeifliegender Flugzeuge, die äußere Markierung zum Ansprechen schräg anfliegender Maschinen. Das Gewehr war jedoch nicht für eine effektive Abwehr von Flugzeugen geeignet.
Die Verschlussabdeckung stellte sich als Problem heraus, da sie zum Klappern neigte, was im Dschungel die eigene Position verriet. Die Soldaten lösten das Problem vor Ort, indem sie die Abdeckung entfernten. Auf das Gewehr konnte das Schwertbajonett Typ 30 aufgepflanzt werden, das entfernt auch als Machete diente.

## Varianten
Neben der Langversion (九九式長小銃, kyū-kyū-shiki chōshōjū) wurde ein verkürztes Gewehr (九九式短小銃, kyū-kyū-shiki tanshōjū) hergestellt. Zuerst vor allem für die Kavallerie und Artillerie hergestellt, sollte es schließlich das Einheitsgewehr aller Waffengattungen werden. Da die Waffe jedoch nicht in ausreichenden Stückzahlen hergestellt werden konnte, blieben auch die bereits hergestellten Waffen der Langversion in Gebrauch.
Im Jahr 1941 wurde ein Scharfschützengewehr entwickelt und ab Juni 1942 produziert und ausgegeben. Die Literatur geht davon aus, dass von dieser Waffe weniger als 10.000 Stück produziert worden sind. Die 1.115 mm lange Waffe wiegt 4,42 kg und besitzt einen 662 mm langen Lauf. Ein nach links versetztes Zielfernrohr mit vierfacher Vergrößerung ermöglicht es, die Waffe mit Ladestreifen von oben zu laden.
In geringer Zahl wurde ab 1941 ebenfalls ein in zwei Teile zerlegbares Gewehr für Fallschirmjäger produziert. Diese Typ 1 genannte Waffe war 1.120 mm lang, 4,34 kg schwer und hatte eine Lauflänge von 657 mm. Der vordere Teil der Waffe, einschließlich Lauf, war durch einen Verschluss befestigt, der in der Konstruktion einem Bajonettverschluss ähnelt. Die Befestigung erwies sich jedoch als nicht stabil.
Ab Mai 1943 wurde dann der geänderte Typ 2 ausgeliefert. Diese Waffe ist 5 mm kürzer, etwa 300 g leichter und auch die Lauflänge beträgt nur noch 645 mm. Die Verbindung wurde bei dieser Version durch einen Querkeil hergestellt.
Die geringe Industrialisierung Japans in Verbindung mit dem hohen Bedarf an Waffen führte ab Dezember 1943 zur Produktion von sogenannten Ersatzgewehren, auch als Modelle 99/2 oder 99/3 bezeichnet. Es handelte sich um Gewehre aus minderwertigem Material und mit schlechter Verarbeitung. Sie besaßen ein feststehendes Visier, viele Waffen wurden ohne Handschutz ausgeliefert oder besaßen Kolbenplatten aus Sperrholz. Auch wurde darauf verzichtet, den Lauf zu verchromen.
Es soll außerdem eine Schützengrabenversion gegeben haben, bei der der Kolben unterhalb der Laufachse lag. Hiermit soll das Schießen aus der Deckung des Schützengrabens möglich gewesen sein. Ähnliche Konstruktionen sind aus dem Geschehen in den Grabenkriegen des Ersten Weltkriegs bekannt.